# Немейские игры
Неме́йские игры (др.-греч. Νεμέων Αγώνων) — состязания в Древней Греции, проходившие в Немейской долине на Пелопоннесе при храме Зевса и посвящённые богу Зевсу, как Олимпийские игры. Они входили в панэллинские игры и проводились за год или через год после Олимпийских игр.
Согласно мифологии, Немейские игры были основаны Адрастом, возглавившим поход семерых против Фив, или Гераклом. По одной из легенд игры стали проводиться после победы Геракла над Немейским львом. По другому мифу они были учреждены в память о погибшем маленьком сыне царя Немеи по имени Офельт.
Первые исторические упоминания о Немейских играх относятся к 573 г. до н. э. Проходили они через каждые два года в новолуние июня. В их программу входили гимнастические, конные и музыкальные соревнования. Спортивными дисциплинами были: стадионный бег (180 м), бокс, стрельба из лука, борьба, метание диска, метание копья и гонки на повозках. Одним из победителей в гонках колесниц был афинский оратор и полководец Алкивиад.
Руководство осуществлял город Клеоны, но после его завоевания[кем?] в 450 г. до н. э. Немейские игры стали проходить под руководством города Аргос, от имени которого свитыми из листьев сельдерея венками награждались победители Игр. В их честь сочинял хвалебные песни известный лирический поэт Пиндар.
Немейские игры прекратились с утверждением христианства в конце IV века.
Руины стадиона Немеи сохранились до нашего времени, где до сих пор каждые четыре года проводятся спортивные соревнования (в тот же год, что и Олимпийские игры).
В настоящее время в Греции возрождается традиция Немейских игр. В 1996 году в Играх приняли участие 500 спортсменов из 29 стран.